# Astragalus arvatensis
Astragalus arvatensis är en ärtväxtart som beskrevs av Nikolai Fedorovich Gontscharow. Astragalus arvatensis ingår i släktet vedlar, och familjen ärtväxter. Inga underarter finns listade i Catalogue of Life.